# Live Is Life
Live Is Life är en låt med den österrikiska pop- och rockgruppen Opus. Låten blev en framgång, och har även spelats in av andra artister.
Låten toppade listorna i många länder, och sålde 857 000 exemplar.
Låten skapades under en konsert i Oberwart, den 2 september 1984, då gruppen firade 11-årsjubileum. I liveversionen sjunger publiken med.
Finländska ishockeyklubben Tappara har använt låten när de gör mål sedan mitten av 1980-talet. New York Islanders antog låten för mål inför säsongen 2010/2011.
1994 gjorde Opus en annan version av "Live Is Life", inför VM i fotboll 1994.
En nyinspelning gjordes också av gruppen 2008, i en soloversion och med Jerry.

## Låtlista

### 1985
- 7"-singel (1984)

1. "Live Is Life" — 4:15
2. "Again and Again" — 3:51

- 7"-singel (1985)

1. "Live Is Life" — 4:15
2. "Up and Down" — 3:49

### 1994
- CD maxi

1. "The Power of Live Is Life" (Bingoboys radio mix) — 3:58
2. "Live Is Life" (originalversion) — 5:06
3. "The Power of Live Is Life" (Bingoboys club mix) — 6:33
4. "Live Is Life" (radioversion) — 3:16

### 2008
- CD-singel

1. "Live Is Life 08" (reggaeversion) — 4:17
2. "Live Is Life 08" (rockversion) — 3:38

- CD maxi

1. "Live Is Life 08" (reggaeversion) — 4:17
2. "Live Is Life 08" (rockversion) — 3:38
3. "Live Is Life 08" (reggaeton version) — 3:56
4. "Touch the Sky" by Opus — 3:47

## Ingmar Nordströms version
Det svenska dansbandet Ingmar Nordströms spelade in en svensk version av Live Is Life till sitt album Saxparty 12 (1985).

## Laibachs version
Det slovenska avantgarde-bandet Laibach spelade in två versioner av Live Is Life till sitt album Opus Dei (1987).

## Hermes House Bands version
DJ Ötzi, som gäst, spelade in en version med Hermes House Band 2002 (internationellt) och 2003 (fransktalande länder). Låten användes som soundtrack till Das Jahr der ersten Küsse. I Frankrike sålde den 518 000 exemplar.

### Låtlista

#### CD-singel
1. "Live Is Life (Here We Go)" (Here We Go/video mix) — 3:31
2. "Live Is Life (Here We Go)" (jump mix) — 3:33

#### Maxi-CD
1. "Live Is Life (Here We Go)" (Here We Go/video mix) — 3:30
2. "Live Is Life (Here We Go)" (jump mix) — 3:33
3. "Football's Coming Home" (three lions) (radio) by Hermes House Band — 3:48
4. "Everytime You Touch Me" (fireplace mix) by Hermes House Band — 3:21
5. "Hey Mama" by Hermes House Band — 3:10
6. Enhanced Multimediatrack : "Live Is Life" —  3:30

## Listplaceringar

### Opus
| Lista (1985)  | Topplacering |
| ------------- | ------------ |
| Frankrike     | 1            |
| Nederländerna | 3            |
| Norge         | 2            |
| Schweiz       | 2            |
| Sverige       | 1            |
| Österrike     | 1            |

### Hermes House Band
| Lista (2002-2003)   | Topplacering |
| ------------------- | ------------ |
| Australien          | 28           |
| Belgien (Flandern)  | 30           |
| Belgien (Vallonien) | 5            |
| Danmark             | 11           |
| Frankrike           | 2            |
| Nederländerna       | 61           |
| Schweiz             | 26           |
| Sverige             | 46           |
| Österrike           | 16           |

### Fotnoter
1. ↑  ”Les Meilleures Ventes Tout Temps de 45 T. / Singles” (på franska). Infodisc. Arkiverad från originalet den 5 oktober 2012. https://www.webcitation.org/6BBjh12sj?url=http://www.infodisc.fr/S_ToutTemps.php?debut=100. Läst 24 oktober 2010.
2. ↑  Habib, Elia (2002) (på franska). Muz hit. tubes. Alinéa Bis. sid. 47. ISBN 2-9518832-0-X
3. ↑  ”The Story Behind the Goal Song”. http://islanders.nhl.com/club/news.htm?id=540312.
4. ↑  ”Das Jahr der ersten Küsse, track listing” (på franska). Lescharts. http://lescharts.com/showitem.asp?interpret=Soundtrack&titel=Das+Jahr+der+ersten+K%FCsse&cat=a. Läst 17 juni 2008.
5. ↑  ”Best-selling singles of all time in France” (på franska). Infodisc. Arkiverad från originalet den 13 november 2008. https://web.archive.org/web/20081113171349/http://www.infodisc.fr/S_ToutTemps.php?debut=500. Läst 17 juni 2008.
6. ↑  ”Listplacering”. http://lescharts.com/showitem.asp?interpret=Opus&titel=Live+Is+Life&cat=s. Läst 24 maj 2011.
7. ↑  ”Listplacering”. http://dutchcharts.nl/showitem.asp?interpret=Opus&titel=Live+Is+Life&cat=s. Läst 24 maj 2011.
8. ↑  ”Listplacering”. http://norwegiancharts.com/showitem.asp?interpret=Opus&titel=Live+Is+Life&cat=s. Läst 24 maj 2011.
9. ↑  ”Listplacering”. http://hitparade.ch/showitem.asp?interpret=Opus&titel=Live+Is+Life&cat=s. Läst 24 maj 2011.
10. ↑  ”Listplacering”. http://swedishcharts.com/showitem.asp?interpret=Opus&titel=Live+Is+Life&cat=s. Läst 24 maj 2011.
11. ↑  ”Listplacering”. http://austriancharts.at/showitem.asp?interpret=Opus&titel=Live+Is+Life&cat=s. Läst 24 maj 2011.
12. ↑  ”Listplacering”. http://australian-charts.com/showitem.asp?interpret=Hermes+House+Band+%26+DJ+%D6tzi&titel=Live+Is+Life+%28Here+We+Go%29&cat=s. Läst 24 maj 2011.
13. ↑  ”Listplacering”. http://www.ultratop.be/nl/showitem.asp?interpret=Hermes+House+Band+%26+DJ+%D6tzi&titel=Live+Is+Life+%28Here+We+Go%29&cat=s. Läst 24 maj 2011.
14. ↑  ”Listplacering”. http://www.ultratop.be/fr/showitem.asp?interpret=Hermes+House+Band+%26+DJ+%D6tzi&titel=Live+Is+Life+%28Here+We+Go%29&cat=s. Läst 24 maj 2011.
15. ↑  ”Listplacering”. Arkiverad från originalet den 25 oktober 2012. https://web.archive.org/web/20121025150059/http://danishcharts.com/showitem.asp?interpret=Hermes+House+Band+%26+DJ+%D6tzi&titel=Live+Is+Life+%28Here+We+Go%29&cat=s. Läst 24 maj 2011.
16. ↑  ”Listplacering”. http://lescharts.com/showitem.asp?interpret=Hermes+House+Band+%26+DJ+%D6tzi&titel=Live+Is+Life+%28Here+We+Go%29&cat=s. Läst 24 maj 2011.
17. ↑  ”Listplacering”. http://dutchcharts.nl/showitem.asp?interpret=Hermes+House+Band+%26+DJ+%D6tzi&titel=Live+Is+Life+%28Here+We+Go%29&cat=s. Läst 24 maj 2011.
18. ↑  ”Listplacering”. http://hitparade.ch/showitem.asp?interpret=Hermes+House+Band+%26+DJ+%D6tzi&titel=Live+Is+Life+%28Here+We+Go%29&cat=s. Läst 24 maj 2011.
19. ↑  ”Listplacering”. http://swedishcharts.com/showitem.asp?interpret=Hermes+House+Band+%26+DJ+%D6tzi&titel=Live+Is+Life+%28Here+We+Go%29&cat=s. Läst 24 maj 2011.
20. ↑  ”Listplacering”. http://austriancharts.at/showitem.asp?interpret=Hermes+House+Band+%26+DJ+%D6tzi&titel=Live+Is+Life+%28Here+We+Go%29&cat=s. Läst 24 maj 2011.